# Henk Norel
Henk Norel (Gorinchem, Països Baixos, 17 de setembre 1987) és un jugador de bàsquet neerlandès que juga a la posició de pivot. Juga al CAI Zaragoza de la Lliga ACB. Va ser elegit amb el número 47 a la 2a ronda del Draft de l'NBA del 2009 pels Minnesota Timberwolves.

## Clubs
- Demon Astronauts Amsterdam junior: 2004-2005.
- Club Bàsquet Prat: 2005-2007.
- Club Joventut de Badalona: 2005-2007.
- CB Lucentum Alacant: 2007-2008.
- Club Joventut de Badalona: 2008-2012.
- CAI Zaragoza: 2012-2017
- Guipúscua basket: 2017-2018
- CB Breogán: 2018-2019
- New Heroes Basketball: 2019-2021